# Hajnalmadár
A hajnalmadár (Tichodroma muraria) a verébalakúak (Passeriformes) rendjébe, ezen belül a Tichodromadidae családjába tartozó Tichodroma nem egyetlen faja.

## Rendszerezése
A fajt Carl von Linné svéd természettudós írta le 1766-ban, a Certhia nembe Certhia muraria néven.

### Alfajai
- Tichodroma muraria muraria (Linnaeus, 1766)
- Tichodroma muraria nepalensis Bonaparte, 1850[2]

## Előfordulása
Dél-Európa magas sziklás hegységeiben, a Kárpátokban, Kis-Ázsiában, a Kaukázusban a Himaláján, Kína nyugati részén és Mongóliában fészkel.
Természetes élőhelyei a sziklás környezet. Állandó, nem vonuló faj.

### A Kárpát-medencében
Magyarországon októbertől áprilisig rendszeres vendég, többnyire egyesével.  A legtöbbször a Bükk-hegységben észlelték. Sík vidékeken a legtöbbször kőbányákban, természetes sziklafalakon, várromokon és nagyobb épületeken, templomokon látni, így rendszeresen látogatja a Pannonhalmi Bencés Főapátságot és az esztergomi bazilikát.

## Megjelenése
Testhossza 16–18 centiméter, szárnyának fesztávolsága 27–32 centiméter, testtömege pedig 15–20 gramm.
Nevét azért kapta, mert válltollai, szárnyfedői és az elsőrendű evezőtollai nagyrészt hajnalpír színűek. Begye és torka a költés idején fekete, télen fehér. 
Nép nevei — sziklamászó, sziklakúszó — arra utalnak, hogy erős, kapaszkodásra való lábát mesterien használja a meredek sziklafalakon. Csőre hegyes, vékony, lefelé ível.
|  |

## Életmódja
Hegyvidéki madár; rendesen a tengerszint felett legalább ezer méterrel költ. A Himalájában 3600-5100 méterig felhatol, majd ősszel lejjebb költözik. Rovarokkal, csigákkal, pókokkal táplálkozik.
Magyarországon telelve a sziklarepedésekből szedegeti ki az apró pókokat, rovarokat, hangyákat, bagolylepkéket, ászkákat, amelyek ezekben az apó zugokban keresnek téli menedéket.

### Szaporodása

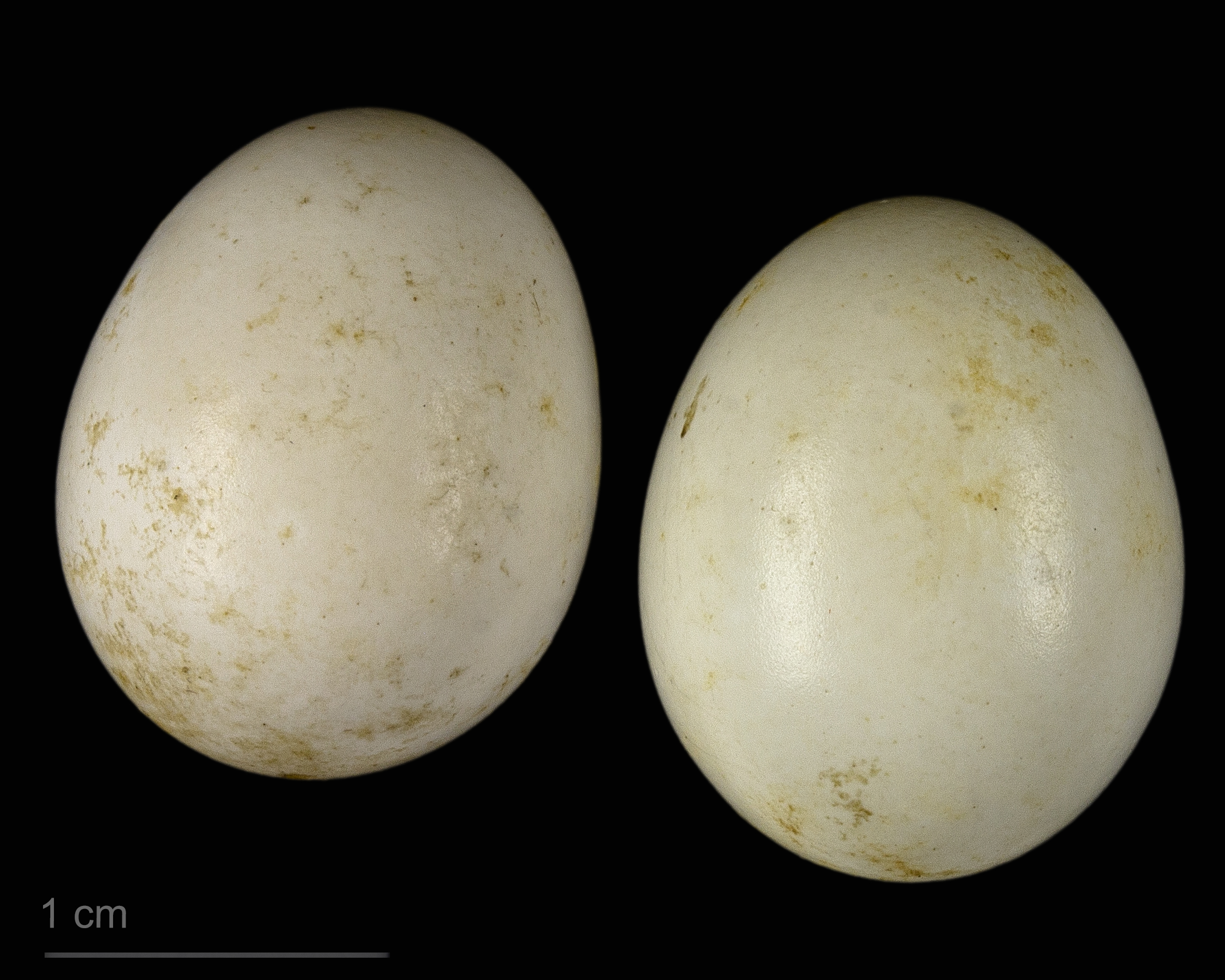
Tichodroma muraria

Évente egyszer költ. Fészkét fűszálakból, juhgyapjúból, vékony gyökerekből és mohából rakja függőleges sziklafalak repedéseibe, kőfalak üregeibe — olyan helyekre, ahol azt még a rendkívül ügyesen kapaszkodó nyest sem éri el. Ezt a laza szerkezetű fészket szőrrel, tollakkal és finom mohaszálakkal béleli. Egy fészekalja 4-5 fehér alapon rőten pettyezett tojás; ezeken 18-19 napig kotlik. A fiókák 21-23 nap után röpülnek ki.

## Természetvédelmi helyzete
Az elterjedési területe rendkívül nagy, egyedszáma pedig stabil. A Természetvédelmi Világszövetség Vörös listáján nem fenyegetett fajként szerepel. Magyarországon védett, természetvédelmi értéke 50 000 forint.